# Marcantonio II Colonna
(Alberto Guglielmotti nel Marcantonio Colonna alla Battaglia di Lepanto, 1570-1573)
Marcantonio II Colonna (Lanuvio, 26 febbraio 1535 – Medinaceli, 1º agosto 1584) è stato un generale e ammiraglio italiano, III principe e duca di Paliano e III duca di Tagliacozzo. Nel 1577 fu nominato viceré di Sicilia; inoltre fu uno dei maggiori protagonisti della vittoria della battaglia di Lepanto assieme all'ammiraglio Giovanni d'Austria e detenne numerose cariche amministrative e militari nell'ambito dello Stato della Chiesa e dei domini spagnoli del Sud Italia.

## Biografia

### Giovinezza

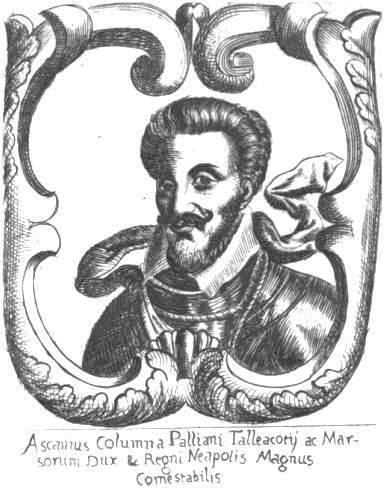
Ascanio I Colonna in una stampa d'epoca.

Nacque il 26 febbraio 1535 nel castello baronale di Lanuvio (cittadina chiamata in quel tempo Civita Lavinia) da Ascanio Colonna, II duca di Paliano e conte di Tagliacozzo (fratello della poetessa Vittoria Colonna) e da Giovanna d'Aragona, nipote del re Ferdinando I di Napoli. Pochi giorni dopo la sua nascita, secondo una leggenda, un eremita, recatosi a visitare la madre, Giovanna, sostenne che si doveva attribuire al neonato il nome Antonio, in considerazione della sua futura grandezza, essendo egli destinato a compiere delle straordinarie imprese e a divenire il capo della casa Colonna. Fu così che sua madre, pur impressionata da quella profezia (quello era il suo sesto figlio, ed era quindi ben lontano dal diritto di primogenitura), lo chiamò Antonio, con il prenome Marco, in armonia con le tradizioni familiari.
Fin da giovane Marcantonio scoprì il suo amore per il mare in occasione delle sue numerose escursioni al porto di Nettuno, piazzaforte marittima che rientrava nei possedimenti del padre, da alcuni decenni poderosamente fortificata a cura dell’architetto Antonio da Sangallo il Giovane, e in seguito raggiunta la maggior età venne avviato alla carriera militare come i suoi avi. Per volere dell'imperatore Carlo V d'Asburgo militò al servizio del duca d’Alba Fernando Álvarez de Toledo in alcune missioni in Spagna e in Toscana. Però il giovane Duca, per tutto il resto della sua giovinezza non ebbe un buon rapporto con i genitori. Con un atto del papa Giulio III del 6 novembre 1554, il padre lo accusò non solo di disobbedienza e di ribellione, ma anche di minacce e calunnie. In effetti, l'inimicizia del giovane Duca verso il genitore fu confermata poco più di tre anni dopo da un dipendente di Ascanio, che accusò il figlio e la madre di aver tentato anche con la tortura di fargli confermare gravissime accuse contro il padrone, delle quali questi era, a suo dire, innocente.

### Matrimonio
Marcantonio II Colonna sposò a Roma il 29 aprile 1552, Felicia Orsini, figlia di Girolamo Orsini Signore di Bracciano e di Francesca Sforza dei Conti di Santa Fiora.

### Carriera militare e il conflitto con Paolo IV Carafa

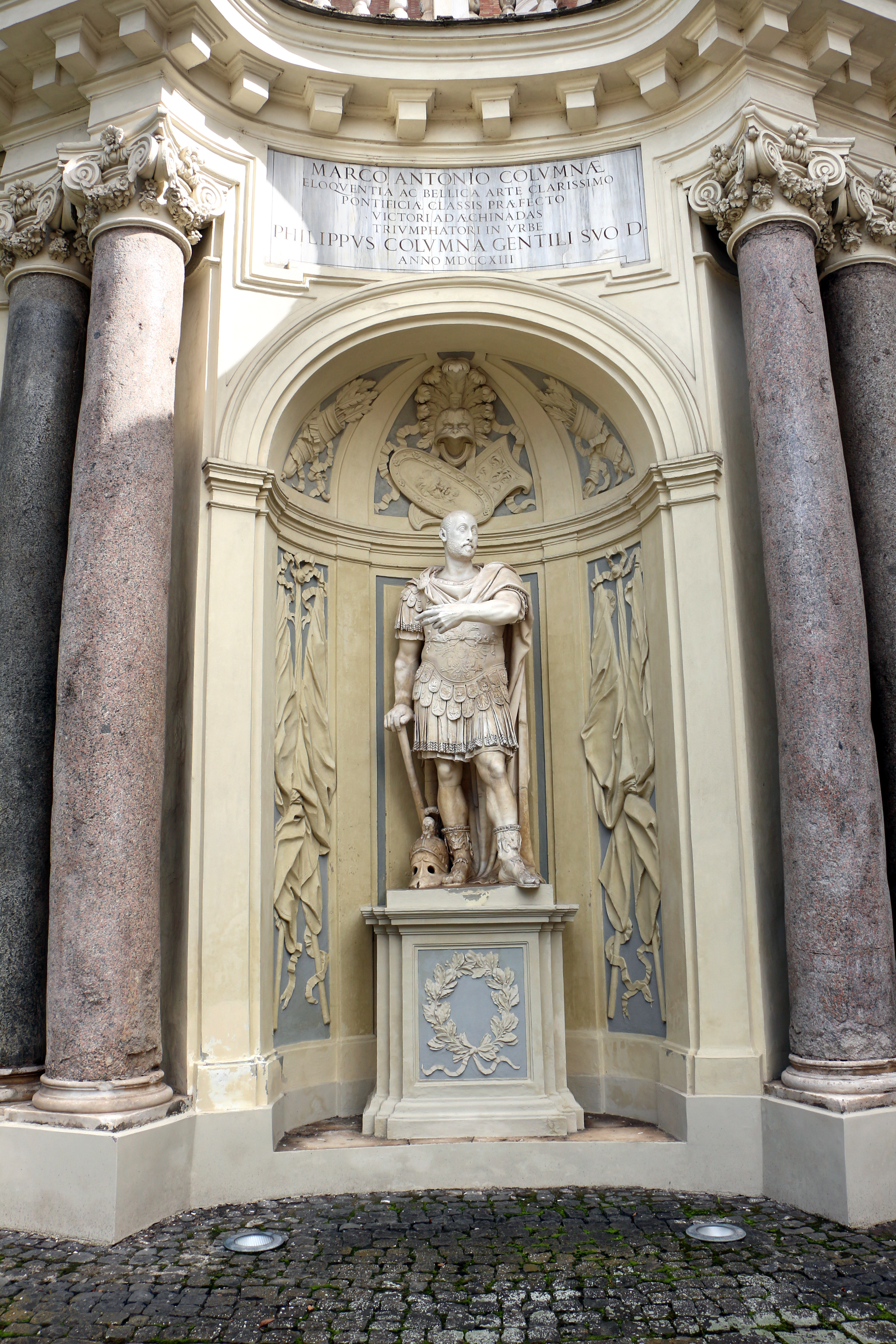
Statua di Marcantonio II Colonna, nel palazzo di famiglia a Roma.

La carriera militare del duca Marcantonio II Colonna iniziò sin dall’età di sedici anni al seguito del duca Fernando Álvarez de Toledo nelle sue spedizioni militari. Nel 1554 partecipò alla Battaglia di Scannagallo, dove si distinse sotto il diretto comando del marchese Gian Giacomo Medici. Durante gli scontri l’esercito imperiale riuscì a sbaragliare le truppe franco senesi guidate dal maresciallo Piero Strozzi. Il 23 maggio 1555 fu eletto pontefice il cardinal Gian Pietro Carafa con il nome di Paolo IV, di cui furono subito palesi le tendenze filofrancesi.
Nel luglio del 1555 partecipò alla riunione indetta dal cardinale Guido Ascanio Sforza di Santa Fiora tra gli aderenti al partito filoimperiale. In essa il giovane Marcantonio si disse pronto a fomentare una ribellione contro il pontefice, ma nell'agosto del 1555 il pontefice fece arrestare sia Camillo Colonna sia il cardinale Guido Ascanio Sforza di Santa Fiora.
Marcantonio, cui intanto il re di Spagna Filippo II di Spagna gli aveva concesso il comando delle genti d'arme del regno di Napoli, prima comandate dal padre, fuggì tempestivamente da Roma, rifugiandosi nel Ducato di Paliano, ove si fortificò, ma non poteva schierare una buona difesa a causa dei pessimi rapporti con il padre. Papa Paolo IV irato per la sua fuga nel Regno di Napoli impose alla madre Giovanna e alla moglie Felice Orsini di non lasciare Roma; inoltre furono emessi moniti contro il giovane duca, il quale fu successivamente colpito da una sentenza di confisca dei beni. Si rese conto allora di non poter tenere testa da solo alle truppe pontificie decidendosi di abbandonare il Ducato di Paliano. A Gaeta si ammalò, poi, una volta guaritò si recò a Napoli. Qui sì recò a visitare il padre prigioniero pregandolo, senza che questi vi accondiscendesse, di revocare il testamento, come invece finì per fare, il 21 marzo 1557, poco prima di morire. Alla fine dell'anno la madre e gli altri membri della famiglia riuscirono a fuggire da Roma verso Napoli, provocando le ire del pontefice, che intanto aveva stretto un trattato di alleanza con la Francia.
Il 1556 si aprì sotto cattivi auspici per Marcantonio, il quale aveva perduto le terre usurpate al padre ed era violentemente avversato dal papa Paolo IV, il quale, il 7 gennaio 1556, con un intervento dell'ambasciatore imperiale, che intercedeva per lui, aveva risposto molto duramente. Il 4 maggio 1556, la bolla di scomunica e di privazione dei beni contro il Colonna, precedeva di pochi giorni l'investitura dello Stato di Paliano, eretto a ducato, in favore del nipote del papa, il condottiero, Giovanni Carafa. Nel luglio 1556, Marcantonio Colonna, che il mese prima era stato a Venezia e probabilmente anche alla corte dell'imperatore Carlo V d'Asburgo, si trovava in Abruzzo, prima di recarsi a Napoli, ove fervevano i preparativi per la guerra del sale (1556-1557) ormai imminente contro il papa Paolo IV.
Il 21 agosto il duca d'Alba gli conferiva il grado di generale degli uomini d'arme, con il quale egli seguì l'esercito napoletano, che il 5 settembre 1556 passò il confine dello Stato della Chiesa. Il lungo conflitto tra la Spagna asburgica  e le truppe dello Stato Pontificio si concluse il 13 settembre 1557, quando venne stipulata la pace di Cave in uno dei castelli appartenenti ai Colonna. Tre giorni dopo la morte di papa Paolo IV il popolo romano distrusse la sua statua decapitando la testa gettandola nel Tevere.
Marcantonio, giunse così a Roma Il 22 agosto 1558 accolto con manifestazioni di entusiasmo e di giubilo, presentandosi al collegio cardinalizio dichiarandosi pronto a obbedire al Sacro Collegio e al futuro pontefice. Il lungo Conclave avvenuto il 25 dicembre 1559 nella Cappella Sistina elesse papa Pio IV. Nel frattempo il re di Spagna Filippo II, con una lettera inviata al pontefice chiese di restituire al Colonna il Ducato di Paliano, per di più senza un compenso per i Carafa. In un primo momento Pio IV non accolse l'ingiunzione del sovrano, per cui Marcantonio ritornò proprietario in tutto lo Stato Pontificio dei palazzi di Roma, ma non del Ducato di Paliano. Mentre la posizione dei nipoti del papa defunto, Paolo IV, era sempre più precaria, Giovanni Carafa, rifugiatosi a Gallese, intentò un processo contro Marcantonio Colonna, che accusava di aver tentato di avvelenarlo, ma questi erano gli ultimi tentativi dei suoi avversari per nuocergli. La stella del duca stava infatti risalendo rapidamente.
Nello stesso anno Filippo II di Spagna lo insignì del collare dell'Ordine del Toson d'oro, e, nel maggio 1560 lo nominava Gran Contestabile del Regno di Napoli, mentre il 3 febbraio 1561 il pontefice gli conferì il Collare dell’Ordine Equestre della Milizia Aurata. Il 25 maggio 1561 fu anche insignito del ruolo di luogotenente del Regno di Napoli. Dopo il periodo di pace, il 4 maggio 1562, il figlio di Marcantonio Colonna Fabrizio fu promesso ad Anna Borromeo, nipote di Pio IV e sorella del cardinale Carlo Borromeo.
Finalmente il 17 luglio 1562 avvenne la restituzione del Ducato di Paliano, e, per intercessione di Filippo II di Spagna e anche dati i buoni rapporti che si erano instaurati con il pontefice, questi anziché distruggerla, gli concesse la cittadina fortificata, completa di artiglieria e munizioni. Nello stesso anno Marcantonio II Colonna per fare fronte alla sua situazione economica chiese l’autorizzazione a cedere il feudo di Pescocostanzo soprattutto per estinguere un mutuo di 5 000 ducati contratto in precedenza con Silverio Silveri Piccolomini. Nell’estate del 1564 il duca soggiornò a lungo a Madrid alla corte di Filippo II di Spagna, che il 1º agosto 1564 lo nominò consigliere di Stato del Regno di Napoli. Il 7 gennaio 1566, in seguito alla morte di Pio IV venne eletto il cardinal Antonio Michele Ghislieri con il nome di Pio V. I rapporti con il Colonna furono ottimi, ma nello stesso anno Marcantonio dovette prendere parte all'assedio di Malta. In quel frangente riuscì a salvarsi solo grazie alla strenua resistenza opposta per quattro mesi dal gran maestro Jean de la Valette e dai suoi cavalieri, fino all'arrivo della flotta napoletana.
Nell’ottobre 1567 il nuovo pontefice pensò di inviarlo in Francia contro gli Ugonotti. Per questo incarico il duca Marcantonio Colonna preparò un progetto per istituire un corpo di milizia nello Stato pontificio, E per ricompensarlo Il 30 marzo 1569 il papa Pio V eresse Paliano a principato. In seguito, dopo il suo ritorno in Italia, presenziò all’incoronazione granducale di Cosimo I de' Medici ed ebbe l’onore di porgere la corona granducale al sommo pontefice.

### Fama nella battaglia di Lepanto

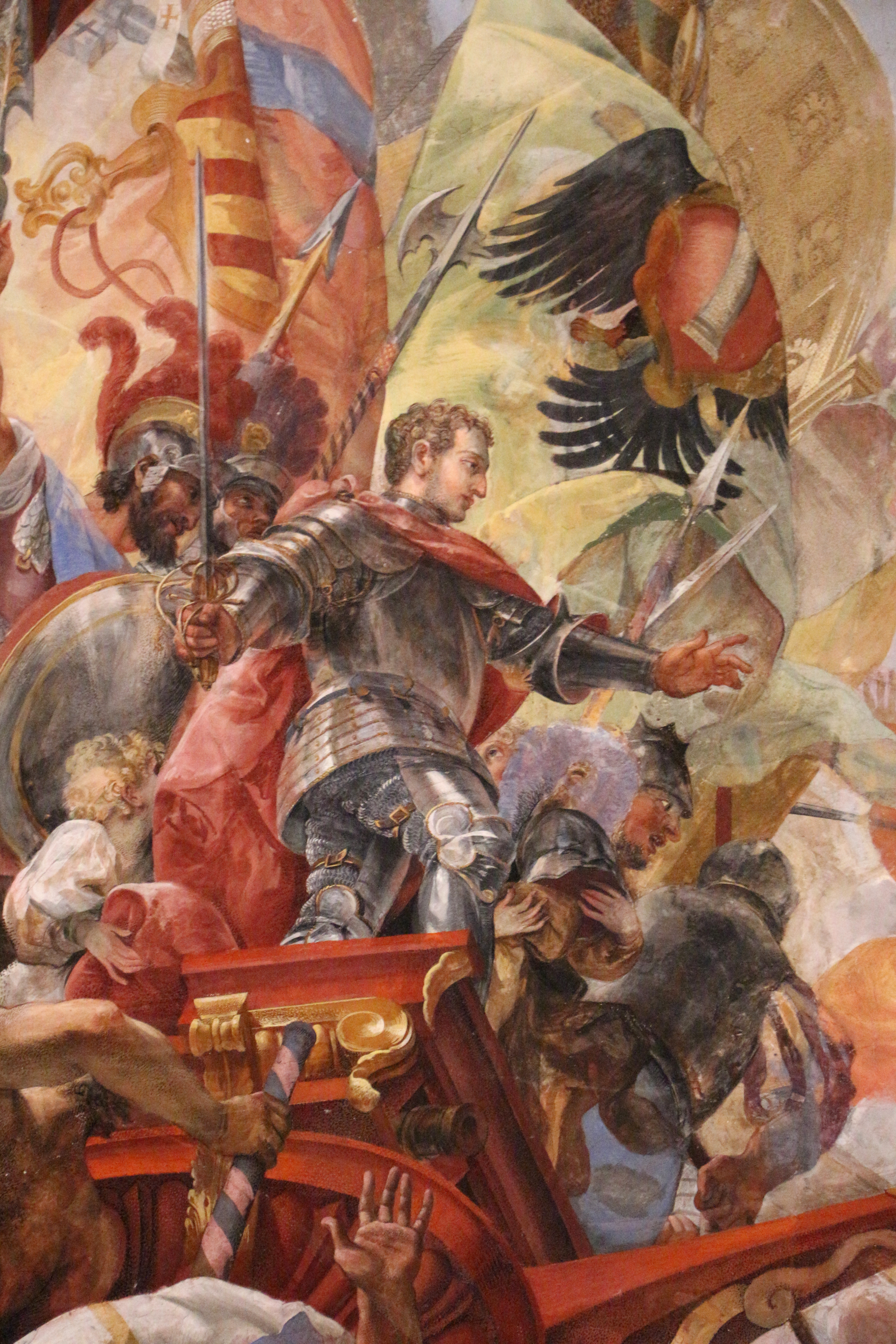
Il principe Marcantonio II Colonna durante gli scontri con i Turchi (opera di Giovanni Coli e Filippo Gherardi).

In quel periodo, Pio V, dopo aver avuto notizie del saccheggio di Nicosia sull'isola di Cipro da parte degli Ottomani, nel 1571 fece appello ai sovrani e ai principi cristiani di tutta Europa per creare la Lega Santa al fine di contrastare la presenza dei Turchi nel Mediterraneo. Come comandante della flotta pontificia venne nominato proprio il principe Marcantonio II Colonna. L'11 giugno 1570 nella Cappella Papale, il principe Marcantonio II Colonna prestò giuramento di fronte a papa Pio V, impegnandosi a guidare nel migliore dei modi le galee della Lega alla Vittoria. Durante la cerimonia d’investitura il papa gli porse il bastone del comando e lo stendardo della lega, che, secondo alcune informazioni, dopo la vittoria di Marcantonio lo donò all'Arcidiocesi di Gaeta.
Prima della partenza nominò suo Luogotenente Generale il cugino Pompeo Colonna Duca di Zagarolo. Dopo la partenza impegnò i Veneziani e gli Spagnoli a opporsi all'avanzata sia della flotta turca sia dei pirati. Ma il principe Gianandrea Doria Capo delle flotte spagnole rifiutò il comando del principe poiché quest’ultimo non era in buoni rapporti con il Colonna. Molto tempo dopo Marcantonio inviò a Roma il duca Pompeo Colonna a fare rapporto al Papa, sia di quanto era avvenuto, sia del comportamento diffidente del comandante spagnolo. Successivamente durante l'imbarco delle truppe scoppiarono innumerevoli tumulti e risse tra i soldati italiani e spagnoli, tant’è, che lo stesso principe Marcantonio Colonna dovette più volte ricorrere alla clemenza del viceré Antoine Perrenot de Granvelle affinché la situazione non compromettesse il futuro dell’alleanza. Nel 1571 nel Golfo di Corinto ebbe luogo la battaglia di Lepanto.
Il principe Colonna con la sua galea, la “Galeazza”, si trovava nella squadra di centro, alla destra dell’ammiraglio Don Giovanni d'Austria. Davanti a questa squadra, come davanti all'ala sinistra, si trovavano due delle sei galeazze veneziane, mentre dietro di essa si trovavano la squadra di riserva. Quando le galere furono disposte secondo l'ordine stabilito, Don Giovanni d'Austria e il principe Marcantonio Colonna scesero su due imbarcazioni, che li condussero, uno da una parte, uno dall'altra, lungo la linea della battaglia, a salutare e incoraggiare i combattenti. Dopo che i Turchi ebbero superato con notevoli danni la linea delle galee, il combattimento, che prese nome da Lepanto, iniziò dall'ala sinistra, ma il punto focale era costituito dallo scontro fra i due schieramenti di centro ove si affrontarono le due ammiraglie. Intorno, o meglio agganciate a loro, la galea del Colonna, altre cristiane e navi turche. Qui si decisero, positivamente per le forze della Lega, le sorti dello scontro. L'ala sinistra nel frattempo aveva avuto ragione di quella destra turca; in soccorso all'altra ala cristiana si portarono alcune galere del centro, fra cui quella di Marcantonio, così il successo fu completo. La battaglia durò fino al tramonto. Alla fine i combattenti cristiani si ritirarono a Platea, ma purtroppo durante lo scontro il principe Marcantonio Colonna fu ferito al petto da due archibugiate, e in seguito alla mano rimasta storpia per tutta la vita gli fu concessa una pensione.
Nell'annunciare la clamorosa vittoria al pontefice il principe prometteva l'invio di Pompeo Colonna, che doveva narrare al pontefice ogni particolare. In questa e in altre lettere che partecipavano il felice esito del combattimento, e nelle quali il Marcantonio si profondeva in ringraziamenti a Dio, che aveva protetto la sua armata, facendo grandi elogi a Don Giovanni d'Austria, un ammiraglio che aveva guidato con maestria e valore la flotta, ma non dimenticava di sottolineare la sua positiva partecipazione alla vittoria.

### Ritorno trionfante

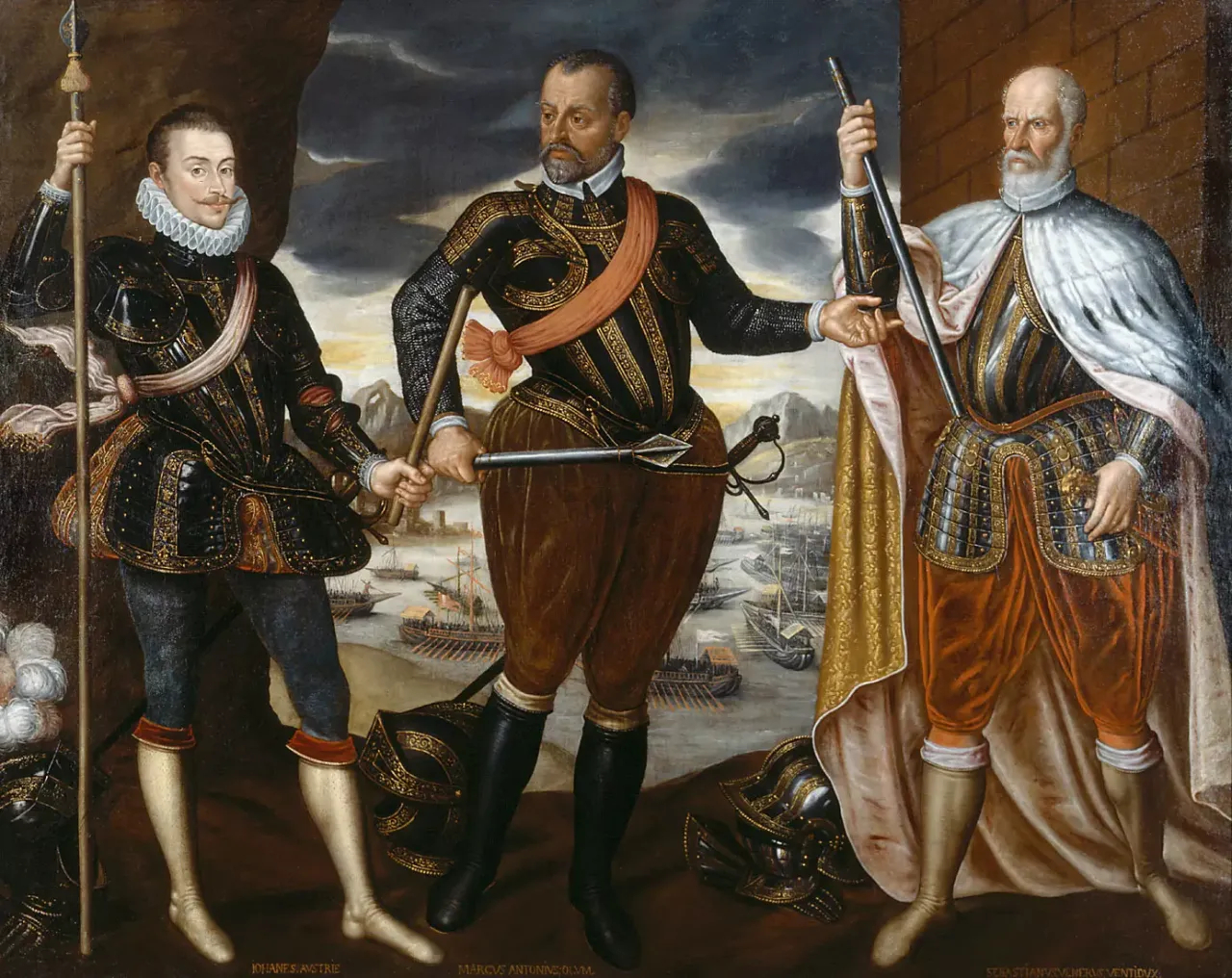
I vincitori di Lepanto, da sinistra: Giovanni d'Austria, Marcantonio Colonna, Sebastiano Venier (1575; Vienna, Kunsthistorisches Museum).

La mattina dopo la battaglia il comandante supremo della flotta, Don Giovanni d'Austria, tornando a ispezionare lo specchio d'acqua dove si era combattuto volle essere accompagnato dal principe Colonna e da altri gentiluomini. L'ingresso di Marcantonio Colonna a Roma avvenne il 4 dicembre 1571 dalla Porta San Sebastiano. Il principe indossava un cappello rifoderato di pelliccia con una spilla di perle, e un mantello di velluto nero con le insegne dell'Ordine del Toson d'oro, cavalcando un cavallo bianco donatogli dal pontefice. Il corteo avanzò fino all'Arco di Costantino, passando poi sotto gli archi di Tito e Settimio Severo, giunse in Campidoglio, giungendo quindi alla Basilica di San Pietro in Vaticano.
Il percorso era costellato di trofei, fregi, scritte. Il corteo contava più di 5 000 persone, era un'apoteosi di colori e festeggiamenti in cui furono presenti tutte le cariche cittadine nonché anche tutta la nobiltà romana e laziale. Sfilarono anche 170 prigionieri turchi vestiti di giallo e rosso. Inoltre, durante la cerimonia furono sparati molti colpi di cannone e scariche di archibugi. Alla fine del corteo il principe Marcantonio II Colonna fu ricevuto in udienza solenne dal papa Pio V.
Le gesta eroiche di Marcantonio a Lepanto furono il principale motivo ispiratore degli apparati pittorici della Galleria Colonna realizzata circa un secolo dopo nel Palazzo Colonna, inoltre, Marcantonio Colonna, assieme al cognato Onorato Caetani, furono tra i più famosi e influenti militari presso la corte del papa Pio V, suscitando così le invidie del nipote Michele II Bonelli. Nel 1572 Marcantonio II Colonna si reca a Firenze al fine di accelerare le operazioni di allestimento della sua squadra navale. Si imbarca quindi a Gaeta nella squadra toscana assieme al balivo dell’ordine dei cavalieri di Santo Stefano Raffaele dei Medici, il quale, durante un giro di ispezione delle coste toscane s’imbatte in alcune navi pirata turche. Durante gli scontri Marcantonio Colonna riuscì a impadronirsi del galeone dei corsari. L’anno successivo venne nominato Capitano generale della Chiesa, carica che detenne solamente sino al 1573 quando venne sostituito dal duca Giacomo Boncompagni, figlio dello stesso pontefice Gregorio XIII.
Inoltre soggiornò a lungo ad Avezzano, dove ordinò di costruire un fontanile ancora oggi esistente. In città era molto amato. Nel 1575 innalzò di un piano il Castello Orsini-Colonna, precedentemente edificato dagli Orsini, fece realizzare una loggia che si affacciava sul lago del Fucino, trasformò il parco retrostante in giardino all'italiana e fece realizzare un nuovo portale accanto a quello ogivale degli Orsini con iscrizione sovrastante a ricordo della vittoria a Lepanto. Si trasferì quindi all'Aquila dove soggiornò nell'odierno Palazzo Porcinari, a poca distanza dalla dimora di Margherita d'Austria.

### Viceré di Sicilia
Il 4 gennaio 1577 fu nominato Viceré di Sicilia succedendo al principe Carlo d'Aragona Tagliavia. La nomina gli pervenne tramite il governatore di Milano, Luis de Zúñiga y Requesens, il quale dopo il suo arrivo a Palermo venne accolto con una grande cerimonia. Durante il suo mandato Marcantonio attuò una nuova politica urbanistica nella città di Palermo. Istituì una nuova suddivisione amministrativa del territorio del Regno di Sicilia. Con la prammatica del 13 aprile 1583, infatti decretò l'istituzione delle Comarche, al cui centro vi erano le 42 città demaniali. Le funzioni principali erano amministrative, di riscossione dei tributi e censimento della popolazione. Tuttavia, durante il suo periodo di governo Marcantonio s’ inimicò alcuni membri della nobiltà siciliana, ove il Re di Spagna gli inviò un assistente per impedire che la situazione che si era venuta a creare peggiorasse, tant’è che il cardinal Antoine Perrenot de Granvelle chiese che Marcantonio venisse rimpiazzato dal principe Gianandrea Doria.

### Ultimi anni e morte

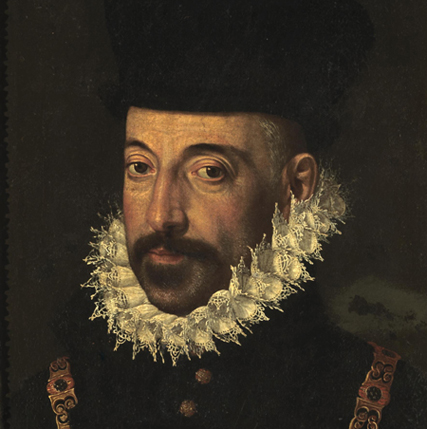
Ritratto di Marcantonio Colonna, dipinto da Scipione Pulzone, oggi conservato presso la Galleria Colonna, a Roma.

Nel 1581 venne nominato da papa Gregorio XIII Governatore di Ancona, carica che gli venne insignita come titolo onorifico, detenuto dal 1581 al 1582. Nel 1582 si recò a ispezionare i sistemi difensivi dell’isola di Malta scortato da cinque galere siciliane e due maltesi. Qui venne ricevuto con grandi onori dal gran maestro Hugues Loubenx de Verdalle. All'età di quarantanove anni, muore improvvisamente il 1º agosto 1584 a Medinaceli, mentre si stava recando a Madrid per sostenere un processo giudiziario in cui venne accusato di mantenere colpevoli relazioni amorose e ambigui rapporti con i turchi. Secondo alcune fonti sarebbe stato ucciso da un marito tradito. Riportato successivamente in Italia venne sepolto nella collegiata di S. Andrea a Paliano. Nella direzione dei feudi gli succedette il nipote Marcantonio III Colonna.

## Discendenza

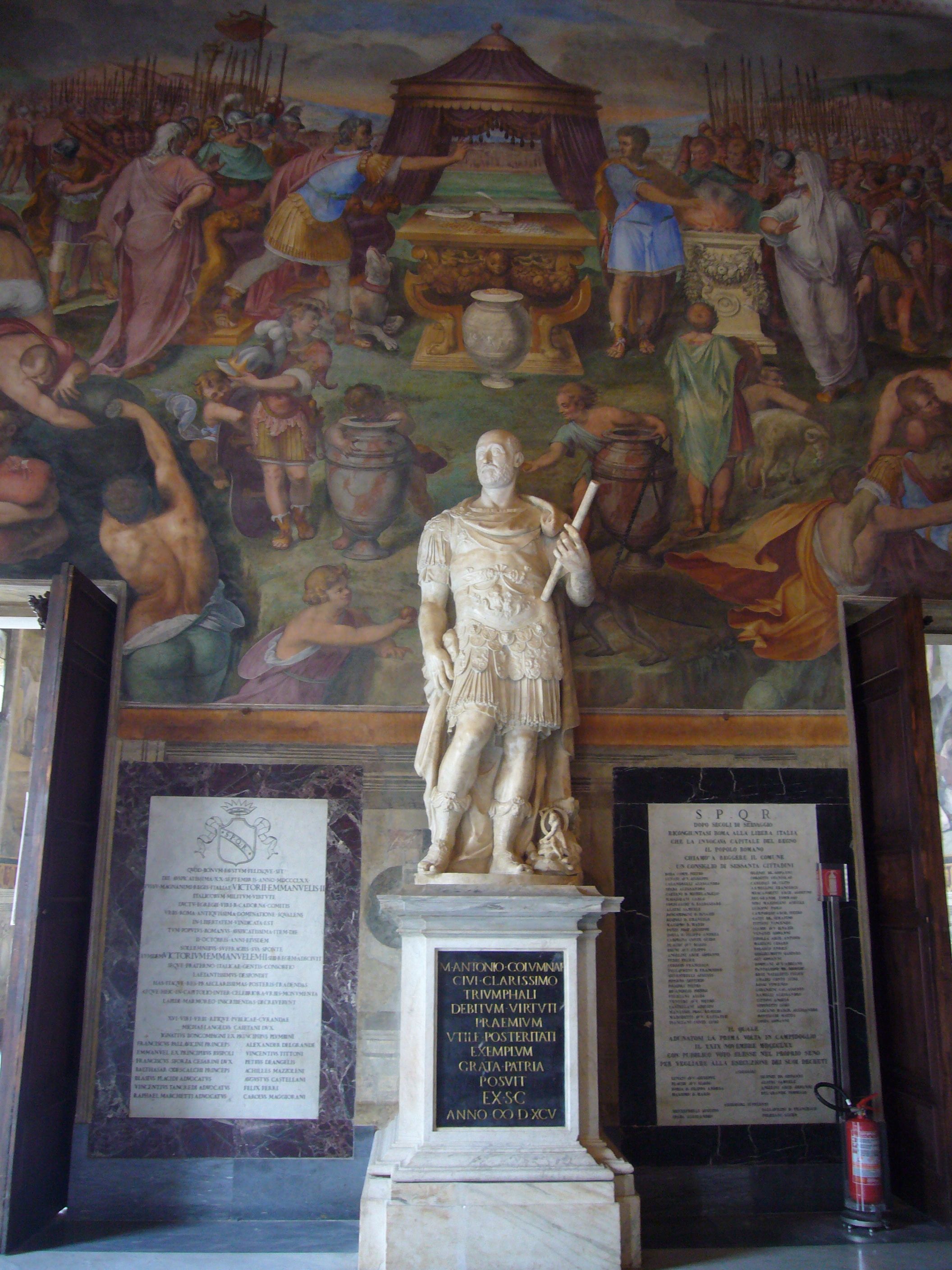
Statua di Marcantonio II Colonna, Palazzo dei Conservatori, a Roma.

Marcantonio II Colonna e Felicia Orsini ebbero sette figli:
- Giovanna Colonna (1554 - luglio 1571), sposò nel 1566 il principe di Stigliano Antonio Carafa.
  - Luigi Carafa (12 ottobre 1567 – 22 gennaio 1630), erede e successore del padre;
  - Marcantonio Carafa (29 agosto 1569 – ...), patrizio napoletano, signore di Precina e Tresenti. Sposò Beatrice Carafa, figlia di Federico Carafa dei Marchesi di Lucida, senza discendenza nota.
- Costanza Colonna (febbraio o inizio marzo 1556 - 4 aprile 1626), sposò il marchese Francesco I Sforza di Caravaggio divenendo la principale protettrice del pittore Michelangelo Merisi[16];
- Fabrizio Colonna (1º novembre 1557 - 23 aprile 1580), fu capitano nell’esercito spagnolo e il 13 aprile 1572[17] sposò Anna Borromeo (1551 - 4 maggio 1582), ma non riuscì a succedere nei feudi del padre per via della sua morte improvvisa a Gibilterra. Ebbe tre figli:
  - Marcantonio III Colonna (1575 - 1595);
  - Filippo I Colonna (1578 - 1639);
  - Giovanna Colonna (1579 - aprile 1620), sposò il 6 novembre 1592[18] Andrea Doria, Principe di Melfi (7 settembre 1570 - 11 luglio 1612).
- Vittoria Colonna (10 dicembre 1558 - 4 gennaio 1633), sposò il 31 dicembre 1587 il duca Luis Enríquez de Cabrera y Mendoza.
- Ascanio Colonna (27 aprile 1560 – 17 maggio 1608), Cardinale di Santa Romana Chiesa, e viceré d’Aragona, nonché primo Duca di Marino.
- Federico Colonna (1561 - 1569), morto fanciullo;
- Prospero Colonna. Soldato dell'esercito spagnolo.

## Ascendenza
|                                              |                        |                                         | Genitori                                    |  |  | Nonni |  |  | Bisnonni                         |  |  | Trisnonni                              |  |
|                                              |                        |                                         |                                             |  |  |       |  |  | Odoardo Colonna, I duca di Marsi |  |  | Lorenzo Onofrio Colonna, conte di Alba |  |
|                                              |                        |                                         |                                             |  |  |       |  |  | Odoardo Colonna, I duca di Marsi |  |  | Lorenzo Onofrio Colonna, conte di Alba |  |
|                                              |                        | Sveva Caetani dell'Aquila               |                                             |  |  |       |  |  | Odoardo Colonna, I duca di Marsi |  |  |                                        |  |
| Fabrizio I Colonna, I duca di Paliano        |                        |                                         |                                             |  |  |       |  |  | Odoardo Colonna, I duca di Marsi |  |  |                                        |  |
|                                              |                        | Filippa Conti                           | Grato Conti                                 |  |  |       |  |  |                                  |  |  |                                        |  |
|                                              |                        | Filippa Conti                           | Grato Conti                                 |  |  |       |  |  |                                  |  |  |                                        |  |
|                                              |                        | Filippa Conti                           | …                                           |  |  |       |  |  |                                  |  |  |                                        |  |
| Ascanio I Colonna, II duca di Paliano        |                        | Filippa Conti                           |                                             |  |  |       |  |  |                                  |  |  |                                        |  |
|                                              |                        | Federico da Montefeltro, duca di Urbino | Guidantonio da Montefeltro, conte di Urbino |  |  |       |  |  |                                  |  |  |                                        |  |
|                                              |                        | Federico da Montefeltro, duca di Urbino | Guidantonio da Montefeltro, conte di Urbino |  |  |       |  |  |                                  |  |  |                                        |  |
|                                              |                        | Federico da Montefeltro, duca di Urbino | Elisabetta degli Accomanducci               |  |  |       |  |  |                                  |  |  |                                        |  |
| Agnese di Montefeltro                        |                        | Federico da Montefeltro, duca di Urbino |                                             |  |  |       |  |  |                                  |  |  |                                        |  |
|                                              |                        | Battista Sforza                         | Alessandro Sforza, signore di Pesaro        |  |  |       |  |  |                                  |  |  |                                        |  |
|                                              |                        | Battista Sforza                         | Alessandro Sforza, signore di Pesaro        |  |  |       |  |  |                                  |  |  |                                        |  |
|                                              |                        | Battista Sforza                         | Costanza da Varano                          |  |  |       |  |  |                                  |  |  |                                        |  |
| Marcantonio Colonna, III principe di Paliano |                        | Battista Sforza                         |                                             |  |  |       |  |  |                                  |  |  |                                        |  |
|                                              | Ferdinando I di Napoli | Alfonso V d'Aragona                     |                                             |  |  |       |  |  |                                  |  |  |                                        |  |
|                                              | Ferdinando I di Napoli | Alfonso V d'Aragona                     |                                             |  |  |       |  |  |                                  |  |  |                                        |  |
|                                              | Ferdinando I di Napoli | Gueraldona Carlino                      |                                             |  |  |       |  |  |                                  |  |  |                                        |  |
| Ferdinando d'Aragona, duca di Montalto       | Ferdinando I di Napoli |                                         |                                             |  |  |       |  |  |                                  |  |  |                                        |  |
|                                              |                        | Diana Guardato                          | …                                           |  |  |       |  |  |                                  |  |  |                                        |  |
|                                              |                        | Diana Guardato                          | …                                           |  |  |       |  |  |                                  |  |  |                                        |  |
|                                              |                        | Diana Guardato                          | …                                           |  |  |       |  |  |                                  |  |  |                                        |  |
| Giovanna d'Aragona                           |                        | Diana Guardato                          |                                             |  |  |       |  |  |                                  |  |  |                                        |  |
|                                              |                        | Ramon de Cardona, barone di Bellpuig    | Antonio de Cardona, barone di Bellpuig      |  |  |       |  |  |                                  |  |  |                                        |  |
|                                              |                        | Ramon de Cardona, barone di Bellpuig    | Antonio de Cardona, barone di Bellpuig      |  |  |       |  |  |                                  |  |  |                                        |  |
|                                              |                        | Ramon de Cardona, barone di Bellpuig    | Castellana de Requesens                     |  |  |       |  |  |                                  |  |  |                                        |  |
| Castellana Folch de Cardona                  |                        | Ramon de Cardona, barone di Bellpuig    |                                             |  |  |       |  |  |                                  |  |  |                                        |  |
|                                              |                        | Isabel de Requesens                     | Galceran de Requesens, conte di Palamos     |  |  |       |  |  |                                  |  |  |                                        |  |
|                                              |                        | Isabel de Requesens                     | Galceran de Requesens, conte di Palamos     |  |  |       |  |  |                                  |  |  |                                        |  |
|                                              |                        | Isabel de Requesens                     | Beatriz Enriquez                            |  |  |       |  |  |                                  |  |  |                                        |  |
|                                              |                        | Isabel de Requesens                     |                                             |  |  |       |  |  |                                  |  |  |                                        |  |